# Karste
Karste – wieś w Estonii, w prowincji Põlva, w gminie Kanepi.